# フォトライブラリー
フォトライブラリーとは、企業広告などに利用されるストック写真をあらかじめ撮影・ストックしておき、インターネットやCD、ポジフィルム等の媒体を通じてクリエイターに素材を提供する会社。プロカメラマンに代わって画像の著作権を管理し、それらのリースサービスを扱う。フォトエージェンシー、ストックフォトともいう。フォトライブラリーの魅力は膨大なストック写真の中から様々なテイストや希望にぴったりのイメージを見つけ出すことができ、注文すればすぐにストック写真が使える点も時間のない仕事の時には大きな利点となる。
以前はレンタルポジ、貸しポジ、あるいはレンタルフォトと言われたようにポジフィルムのレンタルが主流だったが、最近ではデジタルデータのダウンロード販売が多くなっていること、さらに著作権を管理して一定期間目的に沿って貸し出すだけでなく購入すれば使い続けられるロイヤリティフリーのイメージが増えたこともあって、ストックフォトという呼称が一般的になりつつある。